# Ивановское (Верхнеуслонский район)
 Ивановское  — поселок в Верхнеуслонском районе Татарстана. Входит в состав Большемеминского сельского поселения.

## География
Находится в западной части Татарстана на расстоянии приблизительно 43 км на юг-юго-запад от районного центра села Верхний Услон у реки Свияга.

## История

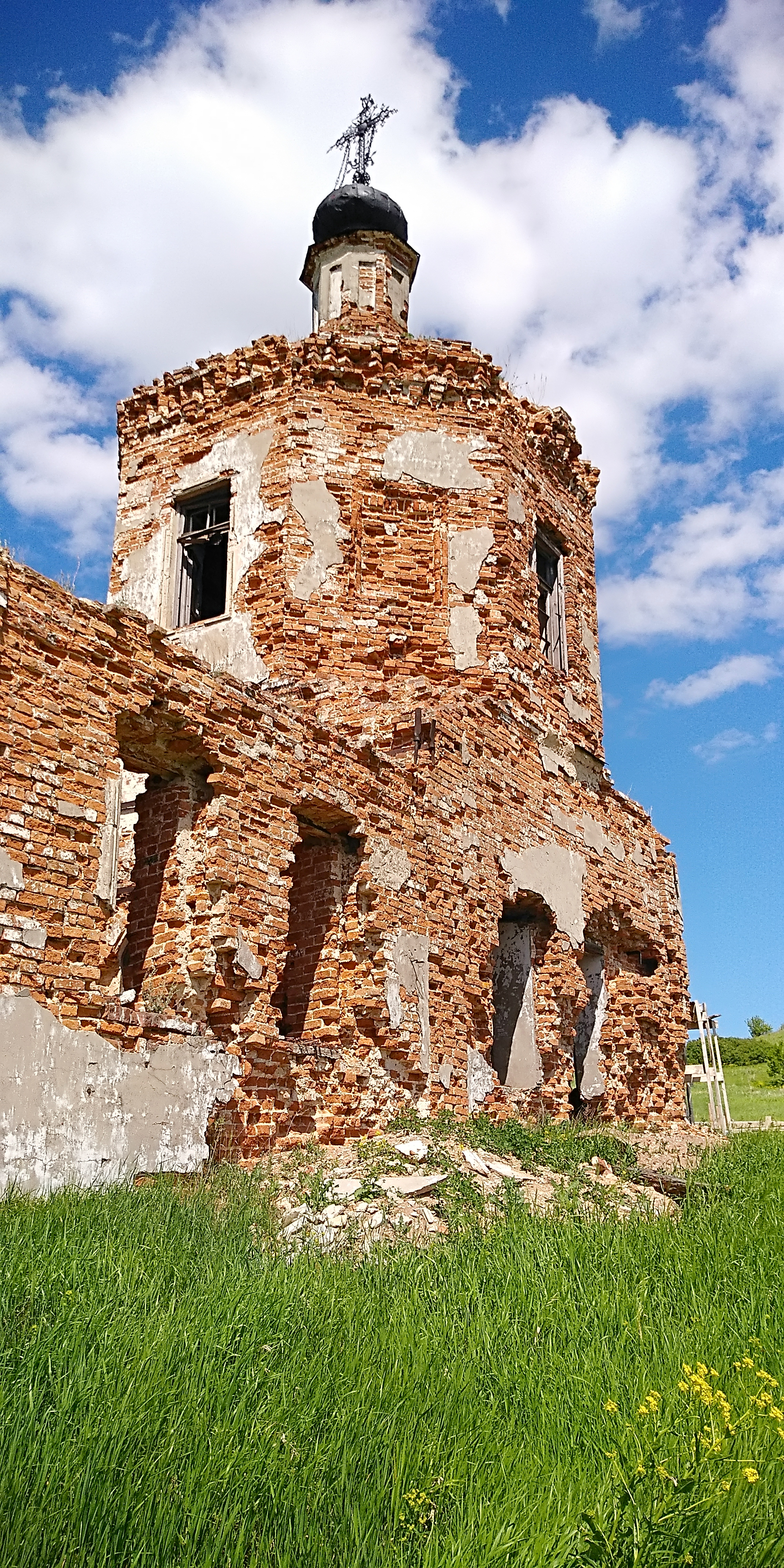
Руины церкви Иоанна Златоуста

Основан в XVII веке. В 1732 году построена была церковь Иоанна Златоуста. В начале XX века работала земская школа, действовало волостное правление.

## Население
Постоянных жителей было в 1782 году — 187 душ мужского пола, в 1859—884, в 1897—781, в 1908—995, в 1920—841, в 1926—548, в 1938—311, в 1949—165, в 1958—167, в 1970 — 84, в 1979 — 38, в 1989 — 20. Постоянное население составляло 6 человек (русские 100 %) в 2002 году, 2 в 2010.